# NGC 5393
NGC 5393 ist eine 13,1 mag helle Balken-Spiralgalaxie mit ausgeprägten Emissionslinien vom Hubble-Typ SBa im Sternbild Wasserschlange. Sie ist schätzungsweise 264 Millionen Lichtjahre von der Milchstraße entfernt und hat einen Durchmesser von etwa 70.000 Lj.
Das Objekt wurde am 30. März 1835 von John Herschel mit einem 18-Zoll-Spiegelteleskop entdeckt, der dabei „vF, R, glbM, 25 arcseconds“ notierte.